# Телефонна дівчинка (фільм)
Телефонна дівчинка (англ. The Telephone Girl) — німий фільм 1927 року режисера Герберта Бренона, знятий Famous Players-Lasky за мотивами п'єси «Жінка» (1911) Вільяма Демілля та виданий Paramount Pictures. У фільмі знімалися Медж Белламі, Голбрук Блінн і Ворнер Бакстер.

## В ролях
- Медж Белламі — Кітті О'Брайен
- Голбрук Блінн[en] — Джим Блейк
- Ворнер Бакстер — Метью Стендіш
- Мей Еллісон — Грейс Робінсон
- Лоуренс Грей — Том Блейк
- Гейл Гамільтон — Марк
- Гамільтон Ревелл[en] — Ван Дайк
- Вільям Шей — детектив
- Карен Гансен — пані Стендіш

## Збереження
Цей фільм зберігається в Нідерландському інституті кіно EYE.